# Гладиш Валерій Володимирович
Валерій Володимирович Гладиш — заслужений тренер України з важкої атлетики, викладач ліцею-інтернату спортивного профілю в Березному.

## З життєпису
Понад сорок років присвятив він вихованню молодих спортсменів. Підготував двох майстрів спорту міжнародного класу, 23 майстрів спорту, чемпіона колишнього СРСР, 10 чемпіонів України, чимало рекордсменів України.
2007 — тренер започаткував жіноче відділення важкої атлетики. Багато уваги приділяє дітям із обмеженими можливостями.
Бере активну участь як спортсмен у багатьох змаганнях: став триразовим чемпіоном України з пауерліфтингу (у вправі жим лежачи) серед ветеранів у своїй віковій групі, переможцем на чемпіонаті світу серед ветеранів (2012).
Його спортивним шляхом пішов і внук Олександр Гладиш. Під наставництвом діда він уже досягнув вагомих здобутків у важкій атлетиці. Нині вихованець ліцею-інтернату Олександр виконав норматив майстра спорту України і став триразовим чемпіоном республіки серед кадетів, двічі завойовував звання рекордсмена України з важкої атлетики.